# 1608 Munoz
Munoz (asteróide 1608) é um asteróide da cintura principal, a 1,8378332 UA. Possui uma excentricidade de 0,1699813 e um período orbital de 1 203,42 dias (3,3 anos). Munoz tem uma velocidade orbital média de 20,01629277 km/s e uma inclinação de 3,94715º.
Esse asteróide foi descoberto em 1 de Setembro de 1951 por Miguel Itzigsohn.